# 다양성 이데올로기
다양성 이데올로기(Diversity ideologies)는 문화적으로 다양한 사회에서 집단 간 관계의 본질과 개선 방법에 대한 개인의 신념을 말한다. 사회심리학 분야의 많은 과학 문헌에서 다양성 이데올로기를 편견 감소 전략으로 연구하고 있으며, 가장 흔하게는 인종 집단과 인종 간 상호작용의 맥락에서 다룬다. 다양성 이데올로기의 효과에 대한 연구에서 사회 심리학자들은 다양성 이데올로기 지지를 개인차로 조사하거나 특정 다양성 이데올로기의 사고방식을 활성화하기 위해 상황적 점화 설계를 사용했다. 다양성 이데올로기가 개인이 문화적 외집단 구성원을 인식하고 판단하며 대우하는 방식에 영향을 미친다는 사실이 일관되게 나타난다. 서로 다른 다양성 이데올로기는 고정관념 및 편견, 집단 간 평등, 집단 간 상호작용 등 집단 간 관계에 대해 다수 집단 구성원과 소수 집단 구성원의 관점에서 각각 다른 영향을 미친다. 다양성 이데올로기는 집단 간 결과 외에도 사람들이 문화 융합과 외래 사상에 개방적인지 여부와 같은 개인 결과에도 영향을 미치며, 이는 다시 창의성을 예측한다.
서로 자주 비교되고 대조되는 다양성 이데올로기는 크게 두 가지 범주로 나눌 수 있다. 색맹과 다문화주의다. 두 이데올로기 모두 집단 간 관계에 혼합된 영향을 미치는 것으로 나타났다. 일반적으로 색맹 이데올로기는 고정관념은 낮지만 편견, 특히 암묵적 편견이 더 높은 것과 관련이 있다. 반면 다문화주의 이데올로기는 고정관념은 높지만 암묵적, 명시적 편견 모두 감소하는 것과 관련이 있다. 이러한 이데올로기는 다수 집단과 소수 집단에 따라 다르게 받아들여지며, 사회 계층에서의 위치에 따라 집단에 다른 결과를 초래하는 경우가 많다. 가장 흔하게 연구되는 두 가지 다양성 이데올로기 외에 복문화주의라는 또 다른 신흥 이데올로기가 있다. 연구에 따르면 복문화주의는 집단 간 태도에 대부분 긍정적인 영향을 미치지만, 이 이데올로기의 참신성을 감안할 때 전체 스펙트럼의 효과에 대한 추가적인 탐구가 필요하다.
다양성 이데올로기를 지지하는 사람들은 다양성 운동가이자 미란다 브라운 다양성 리더십 재단의 설립자인 미란다 브라운 박사가 말했듯이, 고위직을 포함한 직장 내 다양성과 평등이 사기와 공정성을 제공하면서 회사 이익을 증가시킬 수 있다고 제안한다.

## 색맹
색맹 이데올로기적 접근 방식에서 “편견은 사람들이 표면적이고 무관한 집단 범주(예: 인종)를 강조하는 데서 비롯되며, 따라서 집단 소속을 강조하지 않음으로써 편견을 줄일 수 있다” (p. 216). 따라서 색맹은 사회 집단 간의 모든 차이를 무시하고 집단 분류에 기반한 구분을 피함으로써 편향을 해결하고 편견을 줄이는 것을 목표로 한다. 이 이데올로기는 1960년대 미국의 흑인 민권 운동 동안 두드러졌다. 미국에서 백인의 흑인에 대한 노골적인 인종 차별을 제거하기 위한 전략으로 제안되었다. 인종이 중요하지 않으며 중요해서도 안 된다는 점을 명시적으로 인정함으로써, 색맹은 모든 인종을 동일하게 대우하여 인종이 더 이상 차별의 근거로 사용되지 않도록 의도되었다.
색맹 이데올로기는 집단 분류에 대한 고전적인 사회 심리학 연구에서 파생되었다. 사회 정체성 이론은 사람들이 공통된 사회 정체성을 기반으로 집단을 식별하는 자연스러운 경향이 있으며, 긍정적인 구별성을 유지하려는 동기 때문에 내집단 편애, 즉 평가 및 행동에서 외집단 구성원보다 내집단 구성원에게 우선적인 대우를 보인다고 주장한다. 결과적으로 집단 분류 및 소속은 집단 간 갈등의 주요 원인과 관련이 있으며, 이는 집단 경계를 변경하는 방법, 즉 집단 소속을 재분류하거나 최소화하는 방법이 내집단 편향을 줄이고 집단 간 화합을 촉진하는 데 도움이 될 수 있는 방법을 연구하는 많은 연구로 이어진다. 이 문헌은 색맹 이데올로기의 핵심 가치, 즉 집단 간 태도를 개선하기 위해 집단 소속을 강조하지 않는 것을 반영한다.

### 형태
연구는 집단 유사성과 개인의 독특성에 각각 초점을 맞춘 두 가지 형태의 색맹을 식별했다. 유사성 접근 방식을 사용하면 "우리는 모두 X 국가에 속한다"와 같은 공통 내집단 정체성이 강조된다. 모든 집단이 속한 상위 정체성을 강조함으로써 집단 간 차이의 현저성과 중요성은 경시된다. 독특성 접근 방식에서는 개인의 차이가 강조된다. 각 개인은 고유하며 독특한 가치를 기여하는 것으로 간주된다. 개인의 정체성이 가장 가치 있는 것으로 강조될 때, 집단 분류를 기반으로 의미 있는 비교가 이루어져서는 안 된다. 그러나 연구는 독특성 접근 방식이 효과적이지 않을 수 있다고 제안한다. 일상적인 만남에서 각 개인의 고유한 특성에 집중하는 것은 사람들에게 너무 인지적으로 부담이 크고 사회적 상호 작용을 손상시킬 수 있기 때문이다. 동시에, 외집단 구성원의 고유한 가치가 강조되더라도 사람들은 고정관념과 일치하지 않는 정보를 무시하는 경향이 있으며, 그렇게 할 때 이러한 외집단 구성원을 하위 범주로 분류하는 경향이 있어 외집단의 인지된 고정관념을 변경하지 않는다. 또한 색맹 이데올로기의 비판자들은 특히 자신의 집단에 대한 식별이 더 필요한 소외된 집단 구성원에게는 사람들이 소속되고 싶어하는 필요를 크게 무시한다고 주장한다.

### 문화 동화와의 구분
문화 동화는 집단 간 조화를 증진하기 위해 소수 집단이 집단 정체성을 포기하고 지배적인 주류 문화를 채택해야 한다는 신념을 말한다. 기본 아이디어는 사회가 문화적으로 동질적이면 편견이 발생할 수 없다는 것이다. 그러나 이 이데올로기는 소수 집단의 정체성과 문화를 평가절하하면서 다수 집단 문화의 우월성을 가정하기 때문에 그 자체로 인종 차별을 반영할 수 있다.
동화는 종종 집단 간 이데올로기로서 색맹과 비교된다. 일부 연구자들은 동화와 마찬가지로 색맹도 인종 차별적인 접근 방식이라고 주장한다. 둘 다 소수 집단에게 집단 정체성을 포기하고 소수 집단의 의미 있는 전통과 문화를 평가절하하도록 요구하기 때문이다. 다른 한편, 다른 연구자들은 동화가 지배적인 기준에 따른 단일 문화적 이상을 촉진하고 순응과 복종을 요구하는 반면, 다양성 이데올로기로서 색맹은 모든 사람이 동일시하는 더 큰 전체를 촉진하고 다수 및 소수 집단 구성원에 대한 평등한 대우를 촉진하려는 의도라고 주장한다.
연구에 따르면 집단 간 이데올로기로서의 동화는 더 높은 사회적 지배 지향, 즉 사회 계층과 반평등주의를 지지하는 경향과 관련이 있다. 이는 더 큰 고정관념, 더 부정적인 집단 간 태도, 다수 집단 구성원에 대한 사회적 평등을 촉진하는 자유주의 공공 정책에 대한 적은 지지를 포함하여 가장 부정적인 집단 간 결과와 관련이 있다.

### 효과

#### 다수 집단 및 소수 집단에 의한 수용
색맹은 모든 사회 집단 구성원의 평등한 대우를 촉진하는 위계 완화 이데올로기로 의도되었지만, 다수 집단 및 소수 집단 구성원에 의해 다르게 받아들여진다. 연구에 따르면 다수 집단의 색맹 채택은 자아 보호의 목적에 부합하므로 편견을 통제하려는 외부 동기 부여와 관련이 있다. 백인 참가자들이 편향적으로 보이거나 규범적 압력에 직면했을 때 인종에 대해 이야기하거나 인종 차이를 인식하는 것을 피할 가능성이 더 높았으며, 이는 평등주의로 보이기 위한 색맹의 전략적 사용을 시사한다. 색맹은 다수 집단에 의해 현황을 방어하는 도구로도 작용할 수 있다. 반평등주의 백인 참가자들이 집단 간 위협에 노출되었을 때, 그들은 색맹을 사용하여 불평등을 합리화하고 인종적 현황을 정당화했다. 발달 관점에서 보면 어린이들은 약 10세쯤부터 인종 편견을 표현하고 인종 분류를 최소화하는 것을 배운다. 반면 소수 집단은 자신들의 소수 집단 정체성에 대한 더 많은 식별을 추구하는 경향이 있으며, 이는 색맹 이데올로기에 의해 인정되지 않는다. 따라서 백인 미국인들은 색맹 이데올로기를 더 지지할 가능성이 높은 것으로 나타난 반면, 흑인 미국인들은 자신들의 독특한 인종 정체성이 인정되는 다문화주의 이데올로기를 더 지지할 가능성이 높다.

#### 고정관념과 편견
색맹 이데올로기가 집단 간 관계에 미치는 영향은 복합적이다. 고정관념과 편견 측면에서 색맹은 소수 집단에 대한 고정관념 감소와 관련이 있다. 색맹 이데올로기에 점화된 사람들은 고정관념적인 소수 집단보다 반고정관념적인 소수 집단을 선호한다. 이러한 결과는 색맹이 사회 집단에 특이적인 속성을 보이는 개인과 집단 경계를 넘나드는 개인에 대한 사람들의 선호를 증가시킨다는 것을 시사한다. 색맹 이데올로기는 단기적으로 명시적 편견 표현을 억제하는 것으로도 밝혀졌으며, 특히 집단 간 갈등이 심하고 지배 집단에서 더 많은 위협이 유발될 때 그렇다. 그러나 소수 집단에 대한 암묵적 편견은 나중에 다시 나타난다. 이러한 결과는 색맹이 특히 암묵적 편견을 지속적인 기간 동안 신뢰성 있게 줄이지 못할 수 있음을 시사한다.

#### 집단 간 상호작용
집단 간 상호작용 측면에서 연구는 색맹 이데올로기가 소수 집단 구성원에 대한 더 나쁜 집단 간 태도와 관련이 있음을 시사한다. 색맹은 특정 인식을 품지 않고 특정 행동을 수행하지 않는 것을 강조하므로 사람들에게 방향을 촉진한다. 따라서 외집단에 대한 편향과 집단 간 상호작용에서의 부정성을 의식적으로 억제하려고 노력하는 것은 다수 집단의 인지 능력과 집행 기능을 손상시킬 수 있다. 결과적으로 다수 집단 구성원이 색맹 이데올로기를 채택하고 집단 간 상호작용에서 인종 차이를 무시하도록 유도하여 편견이 없는 것처럼 보이도록 의식적으로 노력하게 만들면 역설적으로 더 부정적인 태도를 표현하고 소수 집단에 대해 차별하는 경향이 증가할 수 있다. 다수 집단 구성원은 더 부정적인 비언어적 행동을 보일 수 있으며 소수 집단 상호작용 파트너에게 덜 친근하게 인식될 수 있다. 또한 일부 연구에서는 색맹이 더 큰 민족중심주의 및 내집단 편애, 즉 내집단 구성원을 선호하고 외집단 구성원보다 더 긍정적인 시각으로 인식하는 것과 관련이 있다. 그러나 색맹이 민족중심주의를 감소시킨다는 연구 결과도 있다.
소수 집단의 관점에서 보면, 다수 집단 구성원의 색맹 이데올로기 채택이 소수 집단의 성과와 차별 인지 위험을 손상시킨다는 증거가 있다. 결과적으로 색맹 다수 집단 구성원과의 상호 작용은 소수 집단의 인지적 부담을 증가시킨다. 이러한 연구 결과는 색맹이 다수 집단과 소수 집단 간의 집단 간 상호 작용에서 암묵적인 의도치 않은 편향보다는 명시적 편향을 해결하는 데 더 효과적일 수 있음을 시사한다.

#### 인종 차별에 대한 민감성
색맹은 인종 차별에 대한 인식과 미세공격에 대한 민감성을 감소시키는 것과 관련이 있으며, 다수 집단 구성원들 사이에서 이러한 보고도 줄어든다. 교육 환경에서 연구는 색맹 이데올로기를 옹호하는 학교에서 자신을 공정하다고 여긴 백인 교사들이 흑인 학생을 차별하여 흑인 학생에게 더 가혹한 처벌을 가하고 학급 선거에서 백인 학생을 선호했다는 것을 시사한다. 마찬가지로 색맹 이데올로기에 노출된 아이들은 인종 편향 행동을 차별적인 것으로 인식할 가능성이 낮았다. 따라서 색맹은 평등주의를 촉진하는 입장을 취하지만, 인종 차별이 인식되고 해결되는 것을 막을 수 있다.

## 다문화주의
다문화주의 이데올로기에서 "편견은 다른 집단에 대한 지식과 존중의 부족에서 비롯되며" 다른 집단에 대해 배우고 차이를 인정함으로써 편견을 줄일 수 있다 (p. 220). 정의와 평등을 증진하고 소수 집단 구성원의 생활 조건을 개선하기 위해 사회 집단 간의 차이를 포용하고, 인정하고, 배우는 데 중점을 둔다. 차이를 무시하고 집단 분류 논의를 피하는 것을 옹호하는 색맹과 달리, 다문화주의는 소수 집단의 고유한 역사, 전통, 과거가 인정되고 존중되어야 한다고 주장한다. 따라서 다문화주의는 일반적으로 색맹과 직접적으로 대립하는 경쟁 이데올로기로 간주된다.

### 형태
사회 심리학 연구에서 세 가지 형태의 다문화주의가 확인되었다. 첫째, "중요한 차이" 형태는 집단 간 차이가 존재한다는 것을 인식하고 다양한 집단의 다양한 관점, 경험 및 삶을 이해하는 데 중점을 둔다. 둘째, "기여 인정" 형태는 다양성 사회에 각 집단의 고유한 긍정적 기여와 가치를 인정하는 것의 중요성을 강조한다. 마지막으로, 동화 이데올로기와 직접적으로 반대되는 "문화 유지" 형태는 집단, 특히 이민자와 같은 사회에 새로 온 사람들의 고유한 정체성과 문화를 유지할 수 있는 능력에 주의를 기울이는 것을 강조한다. 이러한 형태는 서로 배타적이지 않으며, 많은 집단 간 연구자들이 일부 결합된 형태로 다문화주의를 연구한다.

### 효과

#### 집단 간 태도 및 상호작용
연구는 다문화주의가 집단 간 태도에 긍정적인 영향을 미친다는 것을 보여준다. 다문화주의 이데올로기의 개인차는 다른 집단 간 태도와 관련이 있으며, 이 이데올로기 및 다문화 정책에 대한 지지 측정에서 더 높은 점수를 받은 사람들은 외집단에 대해 더 관용적이다. 마찬가지로 다문화 교육 프로그램에 대한 메타분석은 다양성 이데올로기로서의 다문화주의가 집단 간 태도에 긍정적인 영향을 미친다는 것을 나타낸다. 편견과 관련하여 다문화주의를 지지하는 지배 집단 구성원은 소수 구성원에 대한 명시적 및 암묵적 편견이 적다. 또한 다수 집단 구성원에게 다문화주의 이데올로기를 점화하면 관점 취하기 능력 증가를 포함하여 포용성이 증가하는 것으로 나타났으며, 소수 집단 구성원에 대한 더 긍정적인 인식, 적은 민족중심주의 또는 내집단 편향, 차별하는 경향이 적다. 소수 집단의 관점에서 보면 다문화주의는 소수 집단의 고유한 집단 정체성과 동일시하려는 필요와 더 일치하므로 소수 집단이 다수 집단 구성원보다 다문화주의를 더 지지할 가능성이 높다. 소수 집단의 직장 내 심리적 참여는 다문화주의적 태도를 지지하는 동료와 일할 때 증가하며, 이는 집단 간 편향 감소 인식에 의해 매개되는 효과이다.

#### 고정관념
그러나 연구는 다문화주의와 관련된 일부 부정적인 영향도 확인했다. 다문화주의는 편견을 줄이는 경향이 있지만, 일부 연구는 다문화주의가 소수 집단 구성원에 대한 더 강한 고정관념과 관련이 있다고 제안한다. 예를 들어 다문화주의 이데올로기에 노출되었을 때 백인 참가자들은 고정관념적인 소수 집단을 반고정관념적인 소수 집단보다 더 호의적으로 본다. 동시에 다문화주의는 집단이 서로 얼마나 뚜렷하게 다른지를 크게 강조함으로써 집단 간 분열을 조장하고 더욱 두드러진 우리 대 그들 사고방식을 조성할 위험이 있다. 따라서 이 이데올로기는 사람들이 집단 경계를 넘는 것보다 자신과 관련된 집단 소속에만 스스로를 제한하도록 장려할 수 있다. 일부 연구는 다문화주의 지지가 인종 차이가 고정되어 있고 변경할 수 없다는 더 큰 신념과 관련이 있다는 것을 지지하며, 이는 다문화주의가 더 큰 고정관념으로 이어지는 이유를 설명할 수 있다.

#### 다수 집단 저항
다문화주의의 또 다른 약점은 집단 간 갈등과 인지된 위협이 높을 때 다문화주의가 역효과를 내고 다수 집단 구성원들 사이에서 소수 집단에 대한 적개심을 더 조장할 수 있다는 것이다. 내집단에 대해 더 강하게 동일시할수록 다수 집단 구성원은 더 상징적인 위협을 경험하며 따라서 다문화주의를 덜 지지한다. 백인 참가자들이 인종적 소수 집단으로부터 더 큰 위협을 인지했을 때, 그들은 다문화주의 이데올로기를 덜 지지하고 외집단에 대한 관용이 적으며 소수 집단 상호 작용 파트너에 대한 적개심을 더 많이 표현했다.
다문화주의와 개선된 집단 간 태도 사이의 관계에 위협의 역할이 미치는 영향의 한 가지 이유는 다수 집단이 다문화주의를 소수 집단에게 배타적이라고 인식하고 자신들의 지위에 대해 위협을 느낄 가능성이 높기 때문이다. 연구 결과 지배 집단 구성원은 소수 집단 구성원보다 다문화주의 이데올로기에 대해 덜 동일시한다는 사실이 밝혀졌다. 백인 참가자는 인종적 소수 집단보다 자신의 자아 개념과 다문화주의를 연관시키는 속도가 더 느렸고, 암묵적 연관 테스트에서 다문화주의와 배제를 짝짓는 속도가 더 빨랐다. 그러나 지배 집단을 다양성의 일부로 의도적으로 프레임하는 "모든 포용적 다문화주의" 메시지에 노출된 후 자동 짝짓기는 더 느려진다.

### 색맹과의 비교
두 가지 주요 경쟁 다양성 이데올로기인 다문화주의와 색맹은 집단 간 상호작용 및 태도에 미치는 영향을 대조하기 위해 자주 함께 연구된다. 다문화주의와 색맹을 직접적으로 비교한 첫 번째 연구 중 하나에서 연구자들은 상위 정체성에 초점을 맞추고 모든 개인을 고유하게 대함으로써 집단 간 조화를 달성할 수 있는 방법에 대한 메시지를 담은 색맹 조건에서 참가자들은 다문화주의 조건에서 집단 간 차이가 귀중하며 인정되어야 한다고 강조하는 메시지를 담은 다문화주의 조건과 비교하여 편견과 민족중심주의를 더 나타낼 가능성이 높았지만 소수 집단에 대한 고정관념을 덜 나타낼 가능성이 높았다. 색맹과 비교하여 다문화주의는 소수 집단에 대해 내집단에 대한 동일시 및 소속감과 같은 더 큰 집단 자존감과도 관련이 있다.
다양성 이데올로기와 편견 사이의 관계를 조사한 최근 메타 분석에서 연구자들은 동화는 편견과 긍정적인 연관이 있으며, 다문화주의는 명시적 편견과 암묵적 편견 모두와 작은 음의 연관이 있고, 색맹은 편견과 매우 작은 음의 상관 관계가 있음을 보여준다. 통제 집단과 비교하여 색맹 이데올로기를 점화하는 것은 더 낮은 명시적 편견과 내집단 편향과 관련이 있지만 다문화주의보다 더 높은 암묵적 편향과 관련이 있다. 검토자들은 다문화주의 이데올로기가 색맹 이데올로기보다 집단 간 관계 및 태도에 더 긍정적인 효과를 가진다는 유사한 결론을 내렸다.

## 복문화주의
복문화주의 이데올로기에서는 각 집단의 문화가 독립적으로 존재하지 않고 다른 집단의 문화와 전통으로부터도 영향을 받는다고 본다. 모든 문화와 사람들은 다양한 집단 간의 역사적, 현대적 상호작용의 산물이며, 교차하는 역사에 의해 깊이 연결되어 있다고 개념화된다. 이 이데올로기는 다양한 인종 및 민족 집단의 존재를 인정하고 집단 간의 연결된 역사, 과거 및 전통, 그리고 상호 영향에 초점을 맞춘 역사가들의 작업에 기반하여 발전되었다. 예를 들어 역사학자 로빈 켈리는 "우리 모두, 즉 우리 모두는 유럽, 아프리카, 아메리카 원주민, 심지어 아시아의 과거의 상속자이다. 비록 우리가 이 모든 대륙으로 우리의 혈통을 정확히 추적할 수는 없을지라도"라고 쓰며 인종 간 공유된 과거를 강조한다. 마찬가지로 역사학자 비제이 프라샤드는 쿵푸의 역사적 뿌리에 대한 논의에서 쿵푸가 아시아의 고유한 문화적 산물로 여겨지지만 아프리카 문화의 영향을 크게 받았으며 세계의 여러 문화로부터 영향을 받으면서 진화했다고 보여준다. 따라서 복문화주의는 서로 다른 인종 집단 간의 상호 작용과 연결에 더 많은 주의를 기울인다. 동화와 색맹과는 달리, 복문화주의는 자신의 고유한 사회 집단 정체성을 포기하거나 지배적인 문화에 동화될 것을 요구하지 않는다. 다문화주의와는 달리 집단 간 차이를 인식하고 각 집단의 가치를 보존하는 것 외에도 복문화주의는 더 나아가 한 집단의 정체성과 다른 집단의 정체성 간의 상호 연결성을 강조하는 데 초점을 맞춘다.

### 효과

#### 집단 간 태도 및 평등 지지
복문화주의에 대한 사회 심리학 연구는 집단 간 태도 및 사회 평등 지지에 일반적으로 긍정적인 효과를 시사한다. 복문화주의는 사회적 지배 및 계층에 대한 지지 감소, 집단 간 접촉에 대한 더 큰 의지, 그리고 적극적 우대조치와 같은 사회 평등을 촉진하는 공공 정책 및 기관에 대한 더 큰 지지와 관련이 있는 것으로 밝혀졌다. 또한 소수 집단에 대한 개선되고 더 긍정적인 집단 간 태도와도 관련이 있다. 지배 집단 참가자들이 복문화주의를 더 지지했을 때, 그들은 LGBTQ 커뮤니티에 대한 부정적인 태도가 적고 성적 편견이 적었다. 또한 예비 증거는 다수 집단과 소수 집단 모두 이 이데올로기를 지지할 가능성이 동일하다는 것을 시사한다. 연구 결과는 복문화주의 이데올로기가 사회 평등에 대한 더 큰 지지, 다양성과 차이에 대한 더 큰 관심과 편안함, 그리고 더 낮은 평가 편향으로 이어질 수 있음을 나타낸다.

#### 변화 및 외래 사상에 대한 개방성
복문화주의가 집단 간 관계에서 더 많은 긍정성을 촉진하는 한 가지 이유는 복문화주의가 다른 문화에 대해 배우려는 더 큰 의지를 장려하고 자신의 문화를 비판하고 변화시키는 데 개방적일 수 있기 때문이다. 결과적으로 연구는 복문화주의가 문화 통합을 강조하는 문제에 대한 창의성을 촉진하며, 이는 외래 사상 포함에 대한 더 큰 성향에 의해 주도되는 효과라는 것을 발견했다. 반면 색맹은 문화 간의 연관성이 필요한 문제 해결 작업에서 창의성을 손상시켰다.

### 잠재적 약점
복문화주의와 관련된 몇 가지 잠재적인 문제가 있다. 복문화주의는 집단 구성원이 각자의 내집단이 가치 있게 여기는 문화적 전통과 속성이 경시된다고 인식하게 할 수 있다. 사람들이 이러한 가치에 대한 자신의 내집단 기여가 외집단보다 크다고 생각할 때, 그들은 외집단을 상호 연결된 것보다 더 이탈적이라고 볼 수 있으며, 이는 집단 간 조화에 부정적인 영향을 미칠 수 있다(내집단 투사 모델 참조). 이 이데올로기에 대한 연구가 초기 단계에 있기 때문에 복문화주의의 약점과 그것이 어떻게 반발을 초래할 수 있는지에 대한 추가적인 조사가 필요하다.

## 같이 보기
- 색맹 (인종)
- 문화 동화
- 다양성관리
- 집단 간 불안
- 집단 간 편향
- 집단 간 대화
- 집단 간 관계
- 다문화주의